# Lisis (filòsof)
Lisis (Lysis, Λῦσις) fou un destacat filòsof pitagòric grec que va haver de fugir d'Itàlia (Magna Grècia) durant la persecució de la secta i va anar a Tebes on fou el mestre d'Epaminondes, que el va tenir sempre en alta consideració, però aquest Epaminondes no pot ser el famós general tebà, ja que Pitàgores va morir vers el 498 aC i Epaminondes no va néixer fins al 418 aC, i probablement la informació es refereix a un altre Epaminondes.
Va morir i fou enterrat a Tebes. Se li atribuí un llibre sobre Pitàgores i les seves doctrines i una carta a Hiparc de Tebes. Diògenes Laerci diu que alguna de les obres atribuïdes a Pitàgores foren realment escrites per Lisis.

## Bibliographie
- Frédéric Schoell, Histoire de la littérature grecque profane depuis son origine jusqu'à la prise de Constantinople par les Turcs, 2a edició, Librairie de Gide fils, 1824
- Biographie d'Imago Mundi «Lysis de Tarente.».